# Nuño Beltrán de Guzmán

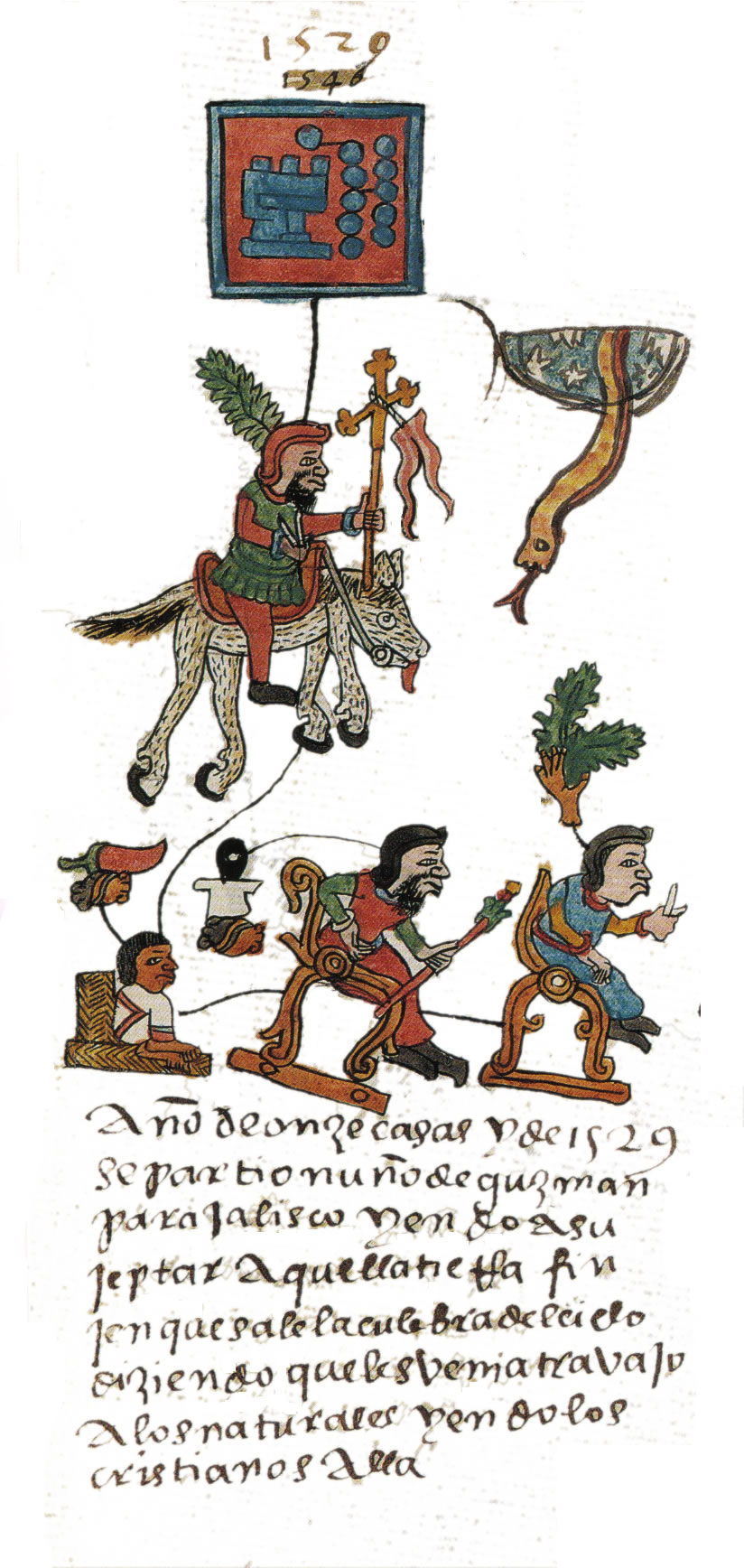
Nuño Beltrán ritratto nel Codex Telleriano-Remensis

Nuño Beltrán de Guzmán (Guadalajara, 31 ottobre 1490 – Torrejón de Velasco, 26 ottobre 1544) è stato un esploratore spagnolo, amministratore coloniale della Nuova Spagna.

## Carriera iniziale
Beltrán de Guzmán nacque a Guadalajara, in Spagna, in una famiglia di hidalgo. In Spagna studiò legge, e giunse nella colonia di Nuova Spagna il 4 maggio 1526 a Pánuco nel nord-est del Messico. Come governatore di Pánuco dimostrò la sua rapacità e avidità vendendo migliaia di indigeni fatti prigionieri come schiavi nelle isole dei Caraibi.

## Capo della prima Audiencia
Fin dalla conquista di Hernán Cortés, la Nuova Spagna era governata da un governo militare, solitamente violento nei confronti degli indigeni. Per cercare di stabilire un governo più ordinato e giusto (e forse per ridurre anche l'influenza di Cortés) il 13 dicembre 1527 il governo di Carlo V nominò una Real Audiencia a Burgos per sostituire il governo della colonia, formata da un presidente e quattro giudici oidores. Il presidente era Nuño Beltrán de Guzmán e i giudici erano Juan Ortiz de Matienzo, Diego Delgadillo, Diego Maldonado e Alonso de Parada.
In quel periodo Beltrán de Guzmán era governatore di Pánuco, così Carlo ordinò ai giudici di radunarsi a Veracruz e da lì procedere verso la capitale, arrivando l'8 settembre 1528 e prendendo il posto di Cortés come governatori. Beltrán arrivò poco tempo dopo, e due dei giudici, Maldonado e Parada, che erano malati al loro arrivo, morirono.
Il primo arcivescovo del Messico, Juan de Zumárraga, era arrivato solo qualche giorno prima dei giudici.
Tra le istruzioni date all'Audiencia vi erano l'assicurarsi del trattamento umano degli indigeni e di condurre accertamenti riguardo alla condotta di Cortès e dei suoi soci Pedro de Alvarado, Alonso de Estrada, Rodrigo de Albornoz, Gonzalo de Salazar e Pedro Almíndez Chirino in 90 giorni.
Cortés stesso era stato riportato in Spagna dove era in corso un processo contro di lui, nel quale si appellò al Re Carlo, riuscendo a ottenere il titolo di Marchese della Valle de Oaxaca e ad uscire dal processo senza gravi danni.
Beltrán de Guzmán diventò il governatore di Nuova Spagna e fece arrestare Pedro de Alvarado per aver messo in dubbio la lealtà di Gonzalo de Salazar. L'Audiencia bandì la comunicazione diretta tra la colonia del Messico e la corte di Spagna in maniera efficace.

## Conquista del Messico Occidentale
Beltrán mise Juan Ortiz de Matienzo a capo della Audiencia. Radunando un esercito formato da 300 conquistadores e 6000 alleati indigeni, il 21 dicembre 1529 partì per l'ovest con l'intento di conquistare la gente che aveva fino a quel momento resistito all'invasione. Tra gli ufficiali della spedizione vi era Pedro Almíndez Chirino.
Questa spedizione è stata descritta come un "olocausto". Tipicamente i conquistadores attaccavano un villaggio indiano, rubando il mais e altro cibo, razziando e bruciando le abitazioni, e torturando i capi per venire a conoscenza di eventuali ricchezze da rubare.
Gli spagnoli vennero ricevuti in pace dal capo Tangaxuan II (chiamato Caltzontzin dai Mexica) nello stato di Tarasca (odierno stato di Michoacán). Il capo diede a Beltrán de Guzmán dei doni d'oro e d'argento, fornendogli anche soldati e provvigioni. Beltrán de Guzmán lo fece arrestare e torturare per fargli rivelare il luogo in cui ci fossero riserve di oro. Presumibilmente non c'era alcun oro o altri metalli preziosi in quanto Tangáxuan non rivelò nulla sotto tortura; ma Beltrán lo fece comunque trascinare da un cavallo e in seguito lo fece bruciare vivo.
Le azioni dell'Audiencia attrassero l'attenzione di Juan de Zumárraga, arcivescovo del Messico, il quale la mise sotto interdizione ecclesiastica il 7 marzo 1530. L'Audiencia aveva preso con violenza un servo di Cortés accusato di gravi crimini e due religiosi, Cristóbal de Angulo and García de Llerena, dal convento di San Francisco.
Beltrán de Guzmán continuò il suo assalto contro la gente delle zone che corrispondono agli stati attuali di Jalisco, Zacatecas, Nayarit e Sinaloa. In Sinaloa fondò la città di San Miguel de Culiacán il 29 settembre 1531. Ritornò a Tepic da dove faceva partire nuove spedizioni; una di queste promosse la fondazione delle città di Santiago de Galicia de Compostela e Purificación. Un'altra raggiunse la regione dell'odierna Sonora. Le sue spedizioni nelle terre dei Cicimechi fecero scatenare la ribellione dei Mixtón.

## Fondazione di Guadalajara in Nuova Spagna
Nel 1531, probabilmente in gennaio, uno dei capitani, Cristóbal de Oñate, fondò una piccola città vicina a Nochistlán a cui diede il nome Guadalajara. Due anni dopo Beltrán visitò la città e sotto richiesta degli abitanti, che temevano possibili attacchi degli indios, la fece spostare a Tonalá il 24 maggio 1533. Dopo che Beltrán ritornò in Spagna la città venne spostata di nuovo presso Tlacotan, a nord-est della Zapopan moderna.

## Regno di Nuova Galizia
Nuño Beltrán de Guzmán diede il nome "Conquista del Espíritu Santo de la Mayor España" ai territori che aveva esplorato e conquistato. La regina di Spagna, Giovanna di Castiglia, madre di Carlo V, non apprezzò il nome e diede il nome Reino de Nueva Galicia (Regno di Nuova Galizia) ratificando un decreto reale.
Il territorio si estendeva dal Rio Lerma alla Sonora, con capitale a Compostela. Nuova Galizia era una entità separata dall'Audiencia di Città del Messico, pur facente parte di Nuova Spagna.
Beltrán fece continuare i massacri di indios nel Messico nord-orientale per sette anni, conquistando una vasta area pari a un terzo del Messico odierno. Molti indigeni vennero uccisi o venduti come schiavi nelle isole caraibiche, atti che fecero guadagnare al conquistador il soprannome di Guzmán il sanguinolento.

## Richiamo e prigione
Le imprese cruente di Guzmán raggiunsero Città del Messico e la Spagna, e il vescovo Zumárraga richiese l'intervento della Corona di Castiglia per far luce sugli avvenimenti. Guzmán venne arrestato nel 1536 e mandato in Spagna in catene. Morì prigioniero nel castello di Torrejón all'improvviso nel 1544.
Uno dei relatori della conquista descrisse Beltrán de Guzmán come il detestabile governatore di Pánuco e forse la persona più moralmente perversa che abbia messo piede in Nuova Spagna, e Bartolomé de Las Casas lo definì un grande tiranno.

## Fonti
- García Puron, Manuel, México y sus gobernantes, v. 1. Mexico City: Joaquín Porrua, 1984.
- Orozco Linares, Fernando, Gobernantes de México. Mexico City: Panorama Editorial, 1985, ISBN 968-38-0260-5.
- Chipman, Donald E., Nuno de Guzman and the Province of Panuco in New Spain, 1518-1533. Glendale, Calif.: Arthur H. Clark Co., 1967.